# (20837) Ramanlal
(20837) Ramanlal (2000 UX52) – planetoida z pasa głównego asteroid okrążająca Słońce w ciągu 4,88 lat w średniej odległości 2,88 j.a. Odkryta 24 października 2000 roku.